# Mauvezin (Haute-Garonne)
Mauvezin ist eine französische Gemeinde mit 85 Einwohnern (Stand 1. Januar 2022) im Département Haute-Garonne in der Region Okzitanien (zuvor Midi-Pyrénées). Die Einwohner werden als Mauvezinais bezeichnet.

## Geographie
Umgeben wird Mauvezin von den sieben Nachbargemeinden:
| Martisserre | Frontignan-Savès                            | Saint-Lizier-du-Planté |
| Agassac     | Kompassrose, die auf Nachbargemeinden zeigt | Goudex                 |
|             | Castelgaillard                              | Ambax                  |

## Bevölkerungsentwicklung
| Jahr                      | 1962 | 1968 | 1975 | 1982 | 1990 | 1999 | 2005 | 2010 | 2016 | 2019 |
| ------------------------- | ---- | ---- | ---- | ---- | ---- | ---- | ---- | ---- | ---- | ---- |
| Einwohner                 | 101  | 99   | 84   | 79   | 57   | 48   | 62   | 83   | 90   | 89   |
| Quelle: Cassini und INSEE |      |      |      |      |      |      |      |      |      |      |

## Sehenswürdigkeiten
- Kirche St-Paul, erbaut 1542